# 이집트숲모기
이집트숲모기(Aedes aegypti), 혹은 황열모기(yellow fever mosquito)는 뎅기열, 치쿤구니야열, 지카열, 황열 바이러스를 포함한 다양한 질병들을 전파시킬 수 있는 모기이다. 이집트숲모기는 다리에 검은색과 흰색 무늬가 있고 가슴에 악기 리라 모양의 무늬가 있어 알아보기 쉽다. 이 모기는 원래 아프리카에서 기원되지만 현재에는 전 세계의 열대 지역은 물론 아열대, 온대 지역에서도 발견된다.

## 특징

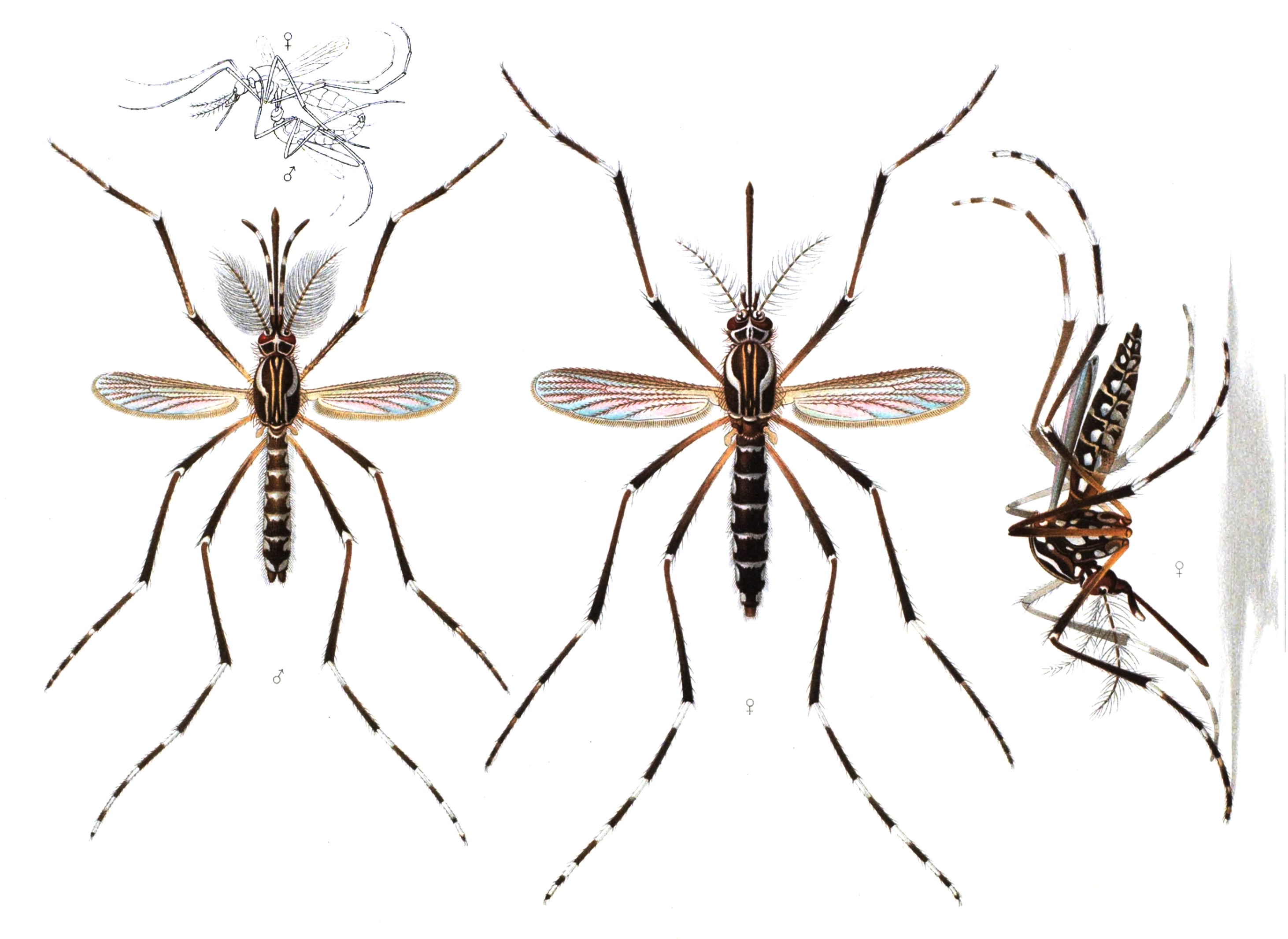
수컷(왼쪽)과 암컷(가운데와 오른쪽) 이집트숲모기, Ae. aegypti E.A. Goeldi, 1905

이집트숲모기는 길이가 4~7밀리미터인 검은 모기로 다리의 흰색 무늬와 가슴 부분의 리라 모양의 표시로 알아볼 수 있다. 암컷이 수컷보다 크다. 현미경으로 보면 암컷은 끝이 은색이나 흰색 비닐로 된 작은 발을 가지고 있으며 더듬이에는 짧은 털이 드문 드문 있는 반면에, 수컷은 깃털 모양의 더듬이를 가졌다. 이집트숲모기는 확대경 없이 보면 흰줄숲모기와 혼동될 수 있다. 흰줄숲모기의 가슴 상단에는 흰 줄무늬가 있다.
이집트숲모기의 수컷은 과일을 먹고 살며 암컷은 알을 성숙시키는 데에 필요한 피를 물어 얻는다. 피를 물기 위한 동물을 찾으면서 암컷은 암모니아, 이산화 탄소, 락트산과 옥텐에 매력을 느낀다. 미국 농무부 농업 연구 서비스 소속의 과학자들은 이 화학 물질들이 모기를 숙주에게 유인하는 이유를 잘 알아내기 위해 옥텐의 특정 화학적 구조를 연구했으며 모기가 '오른손 옥테놀 분자'(right-handed octenol molecules)를 선호한다는 사실을 밝혀냈다. 사람을 무는 것에 대한 선호도는 후각적 수용체인 AaegOr4의 발현에 달려 있다. 이집트숲모기의 알의 대부분은 다른 모기와 달리 따로 물에 낳거나 함께 낳지 않으며 낳을 때 흰 알은 이후에 검게 변한다. 유충은 박테리아를 먹고 번데기가 될 때까지 몇 주에 걸쳐 성장한다.
성체 이집트숲모기의 수명은 조건에 따라 2주에서 4주이지만, 알은 건조한 상태에서 1년 이상 생존해 있을 수 있으므로 추운 겨울이나 건조한 계절 이후에 모기가 다시 나타날 수 있다.

### 숙주
이집트숲모기의 포유류 숙주에는 가축화된 말이나 자유롭게 돌아다니는 가축화된 말(Feral horse), 야생말 등의 말과 동물들이 포함된다. 2009년에 모든 분류군 중에서 조류는 이집트숲모기에게 가장 좋은 먹이 공급원인 것으로 밝혀졌다.

## 분포

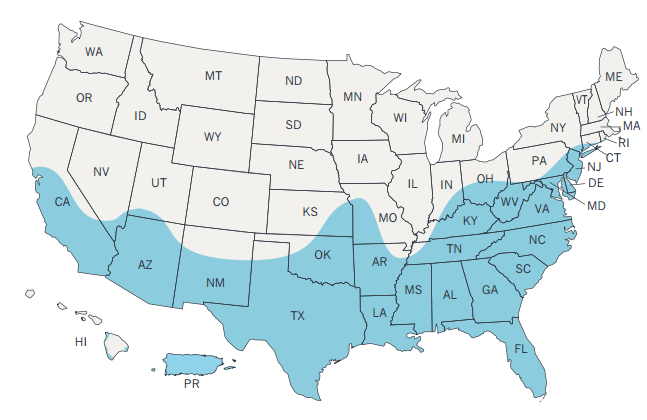
2016년 이집트숲모기의 미국에서 분포 지도.

이집트숲모기는 아프리카가 원산지이며 노예 무역을 통해 신대륙으로 전파되었으나, 현재에는 전 세계의 열대, 아열대와 온대 지역에서 발견된다. 이집트숲모기의 분포는 전 세계적으로 지난 20~30년 동안 증가했으며 가장 널리 퍼진 모기 종 중 하나로 여겨진다.
2016년 지카바이러스에 감염될 수 있는 모기 개체군이 따뜻한 온대 기후에서 생존하도록 적응했음이 밝혀졌다. 이러한 개체군은 워싱턴 D.C.의 일부 지역에서 살아가는 것으로 확인되었으며, 유전적인 자료에 따르면 이 개체군은 워싱턴 D. C.에서 최소한 4년의 겨울을 버텨냈다. 이 연구를 한 연구원 중 한 명은 "...일부 모기 종은 지하 피난처를 이용하여 일반적으로 제한적인 환경에서 생존하는 방법을 찾아가고 있다"라고 말했다. 세계의 기후가 따뜻해짐에 따라 이집트숲모기와 비교적 추운 기후로 더 분포를 확장할 수 있는 아시아에서 유래한 더 강한 종인 흰줄숲모기는 미국에서 남북으로 더 뻗어나갈 것이다. 플로리다 대학교의 새디 라이언(Sadie Ryan)은 현재 매개체가 없는 지리적 영역, 즉 구세계의 지카 바이러스의 면역이 없는 사람들의 취약성을 추정한 2019년 연구의 주요한 저자였다. 새디 라이언의 공동 저자인 조지타운 대학교의 콜린 칼슨(Colin Carlson)은 "숨김없고 간단한 기후 변화는 많은 사람들을 죽일 것이다"라고 말했다. 2020년부터 오스트레일리아 노던 준주 정부와 다윈 시의회는 열대 도시에서 모기 번식 가능성이 있는 빗물 웅덩이를 제거하기 위한 교정 프로그램을 시작할 것을 권고했다. 2019년 연구에서는 도시화와 사람들이 다른 지역으로 이동하는 속도가 빠르게 변하는 것이 숲모기속에 속한 모기들의 확산에도 기여할 것이라고 밝혔다.
유럽 대륙에서 이집트숲모기는 서식하지 않지만 튀르키예의 아시아 지역과 같이 유럽과 가까운 지역에서 발견되었다. 그러나 2018년 남부 프랑스의 마르세유에서 한 마리의 암컷 성체의 표본이 발견되었다. 유전학적인 연구와 상선의 움직임 등을 분석하여 이 모기는 중앙 아프리카의 카메룬에서 온 것으로 추정되었다.

## 유전
2007년 이집트숲모기의 유전체는 J. 크레이그 벤터 연구소(J. Craig Venter Institute), 유럽 생물정보학 연구소와 노터데임 대학교의 과학자들을 포함하는 협력단이 시퀸싱하고 분석한 후 공개되었다. 이 모기의 유전체의 배열을 알아내려는 노력은 살충제 연구를 위한 새로운 길을 제공하고 바이러스의 확산을 막기 위한 유전자 변형을 제공하기 위해서 진행되었다. 이 연구의 결과는 전체 유전체 배열을 밝혀난 두 번째 모기 종이었다.(첫 번째는 아노펠리스 감비아, Anopheles gambiae였다.) 발표된 자료에는 곤충의 약 15,419개의 단백질 암호화 유전체를 포함하는 13억 8천만 개의 염기쌍이 포함되어 있었다. 이 유전체 배열 서열은 이집트숲모기가 약 2억 5천만년 전에 노랑초파리(일반적인 초파리)에서 갈라졌으며 약 1억 5천만 년 전에 아노펠리스 감비아와 갈라졌음을 나타낸다. 2018년 메튜스와 그 외의 저자들의 자료는 이집트숲모기가 크코 다양한 수의 트랜스포존을 갖추고 있음을 발견했다. 이 분석은 이것이 모든 모기에게 공통적인 것임을 나타낸다.

## 질병의 매개체로서
이집트숲모기는 수많은 병원체를 전파하는 매개체이다. 2022년 월터 리드 생물계통학과(Walter Reed Biosystematics Units)에 따르면, 54종의 바이러스와 2종의 말라리아원충이 이집트숲모기와 관련이 있다.
또한 이집트숲모기는 일부 동물 사이의 질병을 기계적으로 전염시키키도 한다. 1952년 페너와 그 외의 저자인 자료에서 이 모기는 토끼들 사이에서 점액종 바이러스를 옮기고, 2001년에는 소 사이에서 피부가 결절되는 럼피스킨병 등을 옮기는 것을 확인했다.
그리고 이 모기는 시리아햄스터 사이에서 육종의 확산에 기여할 수 있다.